# Czernidłaczek kłaczkowaty

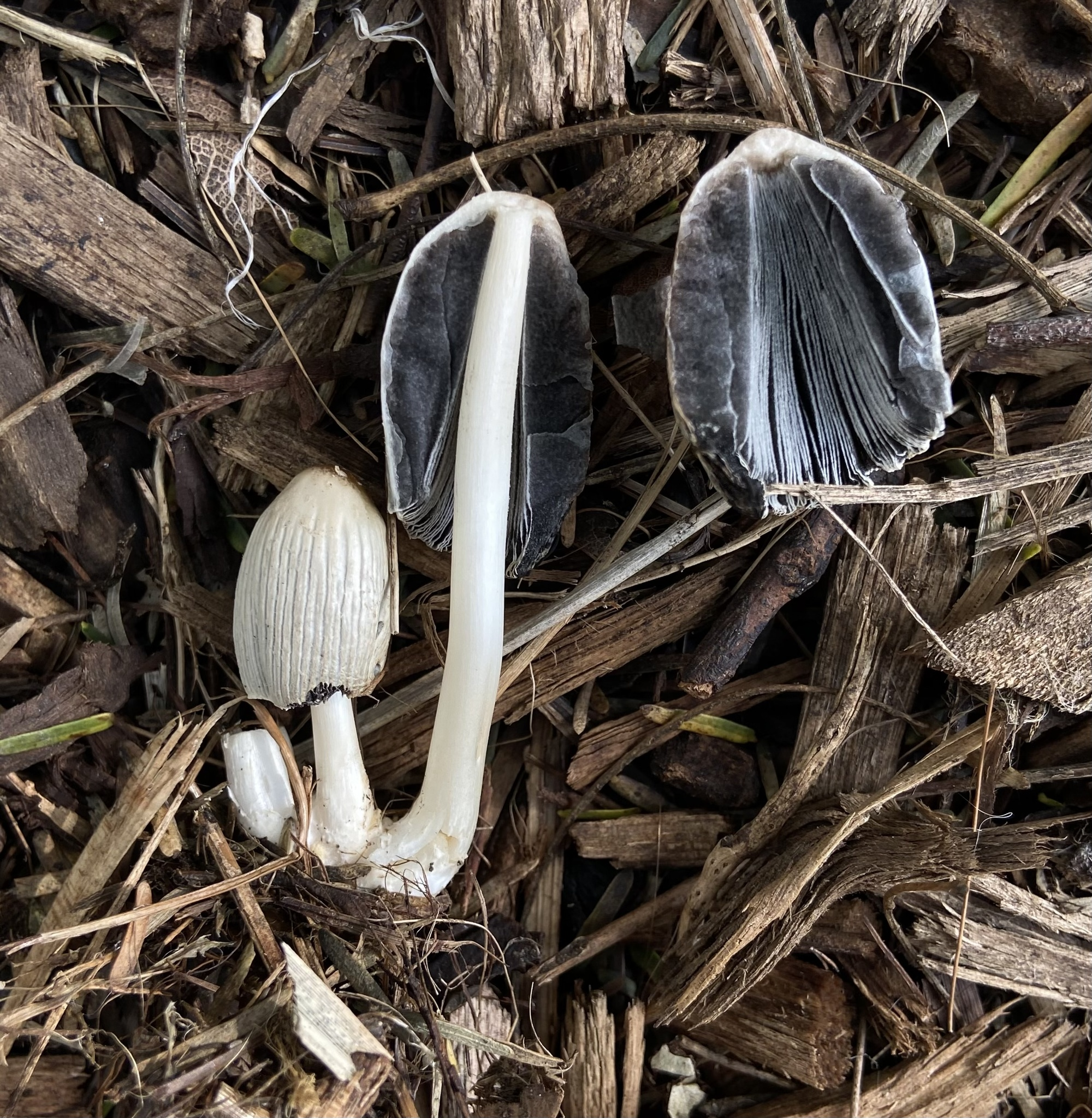

Czernidłaczek kłaczkowaty, czernidłak kłaczkowaty (Coprinellus flocculosus (DC.) Vilgalys, Hopple & Jacq. Johnson) – gatunek grzybów należący do rodziny kruchaweczkowatych (Psathyrellaceae).

## Systematyka
Pozycja w klasyfikacji według Index Fungorum: Coprinellus, Psathyrellaceae, Agaricales, Agaricomycetidae, Agaricomycetes, Agaricomycotina, Basidiomycota, Fungi.
Po raz pierwszy opisał go w 1805 r. Augustin Pyramus de Candolle, nadając mu nazwę Agaricus flocculosus. W 1838 r. Elias Fries przeniósł go do rodzaju Coprinus. W 2001 r. Vilgalys, Hopple i Jacq. Johnson w wyniku badań filogenetycznych stwierdzili, że rodzaj Coprinus jest polifiletyczny i rozbili go na kilka rodzajów.
W 2003 r. Władysław Wojewoda zaproponował polską nazwę czernidłak kłaczkowaty dla synonimu Coprinus flocculosus. Po przeniesieniu tego gatunku do rodzaju Coprinellus stała się ona niespójna z obecną nazwą naukową. W 2025 r. Komisja ds. Polskiego Nazewnictwa Grzybów Polskiego Towarzystwa Mykologicznego zarekomendowała dla rodzaju Coprinellus nazwę czernidłaczek.

## Morfologia
KapeluszW młodych owocnikach jest cylindryczno-jajowaty o wysokości do 3 cm i szerokości do 1,5 cm. W miarę rozwoju staje się stożkowato-dzwonkowaty, w końcu szeroko stożkowaty i prawie płaski, osiągając szerokość 2–4 cm. Kapelusz przy brzegu prążkowany. Brzeg początkowo podwinięty i lekko falisty, potem pogięty i poszarpany. Powierzchnia matowa, żółtawa, musztardowo-brązowa, jaśniejsza do krawędzi, szara w okresie dojrzałości. Pokryta jest zanikającymi, białawymi do płowożółtymi, filcowymi resztkami osłony, zwłaszcza na środku kapelusza.
BlaszkiWolne, gęste, o szerokości do 6,0 mm, rozwarte na brzegu. Ostrza i brzegi delikatnie owłosione (pod lupą), kremowe, potem szarawe, wreszcie czarniawe od dojrzewających zarodników. Międzyblaszki w liczbie 3–4.
TrzonWysokość 2–6 cm, grubość 2–7 mm, cylindryczny, równy, tylko u podstawy poszerzony, kruchy. Powierzchnia biaława, słabo oprószona, prążkowana, z wiekiem naga. U młodych okazów często występuje biała, podobna do kołnierza pochwa.
MiąższCienki, w kapeluszu o grubości około 1,0 mm, tej samej barwy co kapelusz, rozpływający się podczas dojrzewania owocnika. Zapach i smak nie są charakterystyczne.
Wysyp zarodnikówCzarniawy. Zarodniki 11,0–15,5 × 6,5–8,5 µm, gładkie, eliptyczne do migdałowatych w widoku z przodu, lekko zwężone w widoku z boku. Mają ekscentryczną porę rostkową o szerokości do 2,0 mikronów. bez widocznej wnęki.
Gatunki podobne
Najbardziej pospolitym z czernidłaków jest czernidłak błyszczący (Coprinellus micaceus), który rośnie w kępach, zwykle u podstawy umierających drzew lub gnijących pniaków. Coprinellus flocculosus różni się od niego bardziej rozproszonymi owocnikami i siedliskiem – zwykle rośnie na trocinach, zrębkach, słomie itp. Ma również inny rodzaj osłony, składający się raczej z fragmentów filcu, a nie połyskliwych grudek i kulek, które powodują połyskliwy wygląd C. micaceus. Ponadto pozostałości zasnówki u Coprinellus flocculosus mogą tworzyć cienki kołnierz u podstawy trzonu. Innym gatunkiem podobnym do Coprinellus flocculosus jest tzw. czernidłak podwórzowy (Coprinellus domesticus). Różni się tym, że ma kapelusz płowo-brązowy, nieco ziarnistą zasłonę i preferuje owocnikowanie na kłodach i pniach drewna twardego. Pod względem mikroskopowym wyróżnia się grubościennymi, a nie cienkościennymi komórkami i mniejszymi zarodnikami z centralną, nie ekscentryczną porą rostkową.

## Występowanie i siedlisko
W Europie jest szeroko rozprzestrzeniony, ale rzadki. W piśmiennictwie naukowym do 2003 r. na terenie Polski podano 4 jego stanowiska. Znajduje się na Czerwonej liście roślin i grzybów Polski. Ma status R – gatunek potencjalnie zagrożony z powodu ograniczonego zasięgu geograficznego i małych obszarów siedliskowych. W 2011 r. B. Gierczyk podał nowe stanowisko na słomie zmieszanej z końskim łajnem w Wołosatym w Bieszczadach. Liczniejsze i bardziej aktualne stanowiska podaje internetowy atlas grzybów.
Saprotrof, także koprofilny. Rośnie na resztkach drewna, na rozkładającej się słomie oraz na słomie zmieszanej z łajnem.